# Élections cantonales de 1883 en Guadeloupe
Les élections cantonales ont eu lieu pour le premier tour les 20 octobre et 21 octobre et pour le second tour les 27 octobre et 28 octobre 1883 dans la colonie de la Guadeloupe.
Ce conseil général colonial possède plus de pouvoir qu'un conseil général de métropole.

## Mode de srutin
Les trente-six conseillers généraux de la colonie de la Guadeloupe sont élus au suffrage universel masculin, dans le cadre de onze cantons. Ils sont renouvelés par moitié tous les trois ans.
Le mode d'élection choisit est le scrutin majoritaire plurinominal à deux tours :
- au premier il faut obtenir la majorité des voix plus une et au moins un quart du votes des inscrits sur les listes électorales ;
- au second tour (ballottage) le (ou les) candidat(s) avec le plus de voix est élu.

### Augmentation du nombre de conseillers
- À la suite du décret du 7 novembre 1879[1], le conseil général passe de 24 à 36 membres ;
- la circonscription d'élection reste le canton, les trente-six sièges étant répartis proportionnellement à la population des cantons.

| Cantons        | Nombres de conseillers | Nombres de conseillers | Nombres de conseillers |
| Cantons        | Avant 1880             | Depuis                 | Évolution              |
| -------------- | ---------------------- | ---------------------- | ---------------------- |
| Pointe-à-Pitre | 5                      | 8                      | 3                      |
| Le Moule       | 3                      | 4                      | 1                      |
| Marie-Galante  | 2                      | 4                      | 2                      |
| Saint-François | 1                      | 1                      | en stagnation          |
| Saint-Martin   | 1                      | 1                      | en stagnation          |
|                |                        |                        |                        |
| Total          | 12                     | 18                     | 12                     |

## Arrondissement de Basse-Terre

### Canton de Marie-Galante
- Quatre conseillers sont à élire.

| Candidats | Candidats                | Étiquette | Premier tour | Premier tour | Ballotage | Ballotage |
| Candidats | Candidats                | Étiquette | Voix         | %            | Voix      | %         |
| --------- | ------------------------ | --------- | ------------ | ------------ | --------- | --------- |
|           | Léopold Raiffer *        | Conserv   | 303          | 98,06        | 614       | 624       |
|           | Saint-Claire Polotte     |           | 296          | 95,79        |           |           |
|           | Jean-François Jean-Désir | Conserv   | 290          | 93,85        | 334       | 53,53     |
|           | Emmanuel Mélesse         | Rép mod   | 283          | 91,59        |           |           |
|           | H. de Retz               | Conserv   |              |              | 370       | 59,30     |
|           | Clovis Tasserot          | Conserv   |              |              | 357       | 57,21     |
|           | Nestor Arsonneau *       |           |              |              |           |           |
|           | Thévenin Claude *        |           |              |              |           |           |
|           | Auguste Saint-Blancat *  | Conserv   |              |              |           |           |
|           |                          |           |              |              |           |           |
| Inscrits  | Inscrits                 | Inscrits  |              | 100,00       |           | 100,00    |
| Votants   | Votants                  | Votants   | 309          |              | 624       |           |
| Exprimés  |                          |           |              |              |           |           |

*sortant

### Canton de Saint-Martin
- Un conseiller est à élire.

- Résultat manquant.

| Candidats | Candidats | Étiquette | Premier tour | Premier tour |
| Candidats | Candidats | Étiquette | Voix         | %            |
| --------- | --------- | --------- | ------------ | ------------ |
|           |           |           |              |              |
|           |           |           |              |              |
| Inscrits  | Inscrits  | Inscrits  |              | 100,00       |
| Votants   |           |           |              |              |
| Exprimés  |           |           |              |              |

*sortant

## Arrondissement de Pointe-à-Pitre

### Canton de Pointe-à-Pitre
- Huit conseillers sont à élire.

| Candidats | Candidats              | Étiquette | Premier tour | Premier tour | Ballotage | Ballotage |
| Candidats | Candidats              | Étiquette | Voix         | %            | Voix      | %         |
| --------- | ---------------------- | --------- | ------------ | ------------ | --------- | --------- |
|           | Jean-François Guilliod | Rép mod   | 766          |              | 706       |           |
|           | Célestin Nicolas *     | Rép mod   | 745          |              | 718       |           |
|           | Gustave Lacascade *    | Rad       | 683          |              | 600       |           |
|           | Jean-Louis Jeune       | Rép mod   | 672          |              | 627       |           |
|           | N. Arsonneau           | Rép mod   | 658          |              | 688       |           |
|           | Am. Gagneur            | Rép mod   | 636          |              | 690       |           |
|           | Armand Hanne *         | Rép mod   | 611          |              | 941       |           |
|           | Mathurin Dufond        | Rép mod   | 467          |              | 597       |           |
|           | I. Boricaud            | Rép mod   |              |              |           |           |
|           | Denis Iphigénie *      | Rép mod   |              |              |           |           |
|           | J-B. Turenne           | Rép mod   |              |              |           |           |
|           | Davis David            | Rép mod   |              |              |           |           |
|           | Privat Giraud *        | Rép mod   |              |              |           |           |
|           | Gaston Sarlat *        | Rad       |              |              |           |           |
|           | Emmanuel Radenais *    | Rép mod   |              |              |           |           |
|           |                        |           |              |              |           |           |
| Inscrits  | Inscrits               | Inscrits  |              | 100,00       |           | 100,00    |
| Votants   |                        |           |              |              |           |           |
| Exprimés  |                        |           |              |              |           |           |

*sortant

### Canton du Moule
- Quatre conseillers sont à élire.

| Candidats | Candidats                            | Étiquette | Premier tour | Premier tour | Ballotage | Ballotage |
| Candidats | Candidats                            | Étiquette | Voix         | %            | Voix      | %         |
| --------- | ------------------------------------ | --------- | ------------ | ------------ | --------- | --------- |
|           | Auguste Duchassaing de Fontbressin * | Conserv   |              |              | 698       | 83,89     |
|           | Charles Alléaume *                   | Conserv   |              |              | 670       | 80,53     |
|           | A. Taranne (fils)                    | Conserv   |              |              | 597       | 71,76     |
|           | A. Rollin                            |           | 71           | 10,66        | 490       | 58,89     |
|           | E. Émeran                            | Conserv   |              |              |           |           |
|           | René Monnerot                        | Conserv   | 565          | 84,84        |           |           |
|           |                                      |           |              |              |           |           |
| Inscrits  | Inscrits                             | Inscrits  |              | 100,00       |           | 100,00    |
| Votants   | Votants                              | Votants   | 666          |              | 832       |           |
| Exprimés  |                                      |           |              |              |           |           |

*sortant

### Canton de Saint-François
- Un seul conseiller est à élire.

| Candidats | Candidats        | Étiquette | Premier tour | Premier tour | Ballotage | Ballotage |
| Candidats | Candidats        | Étiquette | Voix         | %            | Voix      | %         |
| --------- | ---------------- | --------- | ------------ | ------------ | --------- | --------- |
|           | Ernest Souques * | Conserv   |              |              | 236       |           |
|           |                  |           |              |              |           |           |
| Inscrits  | Inscrits         | Inscrits  |              | 100,00       |           | 100,00    |
| Votants   |                  |           |              |              |           |           |
| Exprimés  |                  |           |              |              |           |           |

*sortant

### Sources
- Bibliothèque de l'Université de Floride : https://ufdc.ufl.edu/fr
- Journal Officiel de la Guadeloupe.
- Le Progrès (Guadeloupe).